# Parque de San Rafael
El Parque de San Rafael es un espacio verde situado en la barriada del mismo nombre, en la ciudad de Ronda, provincia de Málaga, España. Es el segundo parque más grande de Ronda después de la Alameda del Tajo.
El parque ocupa una parcela de forma trapezoidal irregular, con una superficie de unos doce mil metros cuadrados, en pendiente orientada hacia el sureste. La entrada principal la forman unos arcos con tres cancelas situadas en la Avenida José Luís Ortíz Massaguer. Además hay otros seis accesos laterales en todo el perímetro. El parque permanece cerrado por las noches.

## Descripción y equipamiento
El espacio del parque se divide en tres alturas escalonadas, lo que ofrece gran vistosidad tanto desde arriba como desde abajo. Esta disposición en bancales se acentúa en la zona oeste donde existen, además de las escaleras, diversos senderos y rampas para permitir el acceso de personas de movilidad reducida a todos los rincones del parque.
En la parte superior encontramos dos grandes explanadas de albero con palmeras y jardines de estilo mediterráneo. 
En el bancal central hay zonas de césped en sombra bajo grandes pinos. El edificio de teja árabe es un centro de transformación de electricidad que da servicio a parte de la barriada.
En la zona inferior, de oeste a este, encontramos la Plaza de Joaquín Peinado, gran explanada donde se celebran diferentes eventos culturales y la verbena de la barriada. Siguiendo el paseo central accedemos a la pista polideportiva, y a continuación encontraremos un parque infantil equipado con un castillo de madera que incluye toboganes, comumpios, y otras actividades para los niños.
El extremo más oriental del recinto está ocupado por diferentes jardines con senderos.
A lo largo del parque hay fuentes de agua potable. Cerca de las entradas hay espacio para dejar las bicicletas, ya que la circulación de vehículos está prohibida en todo el recinto. Los bancos de la parte superior son de hierro fundido, mientras que los de la Plaza Joaquín Peinado y alrededores son de lamas de madera.

## Jardinería
Los árboles más grandes situados sobre las zonas de césped son pinos carrascos, plantados en el momento de la construcción del parque. En la fachada norte hay una fila de chopos. Los jardines son de estilo mediterráneo y combinan plantas bajas como rosales y falsos granados con otras más altas, predominando las adelfas.
Varias palmeras de gran altura destacan en las zonas más amplias.

## Historia
Los orígenes del Parque de San Rafael son recientes. Los encontramos en la década de los años 1970 cuando la Inmobiliaria Acinipo, empresa filial de la Caja de Ahorros de Ronda, compró una amplia parcela de olivar en lo que entonces eran los límites de la ciudad, para urbanizar la Barriada de San Rafael. En un principio, los terrenos que ocupa el Parque estaban previstos para la edificación de bloques de viviendas, pero las catas del subsuelo encontraron grandes masas de arcillas expansivas, lo que impedía la construcción en altura. Esta coincidencia hizo posible que se dedicara a zona verde un terreno de mucho mayor tamaño que el previsto. Originalmente se construyó parte del cerramiento exterior y se delimitaron los tres bancales principales que forman el parque, quedando grandes áreas sin pavimentar y con un ajardinamiento mínimo.
En 1999 el Ayuntamiento de Ronda acometió una reforma integral del Parque, construyendo la pista polideportiva, enlosando los paseos inferiores, acondicionando la plaza interior y el parque infantil, y renovando todo el mobiliario urbano, así como empezando a tomar en serio la conservación de los jardines desde ese momento.
Posteriormente se han realizado obras puntuales de gas y alcantarillado, y en 2003 coincidiendo con la finalización de los edificios de Calle Bulerías se completó el cerramiento de la parte posterior con una verja del mismo estilo a la ya existente.